# Katedra Wniebowzięcia Najświętszej Maryi Panny w Krku
Katedra Wniebowzięcia Najświętszej Maryi Panny w Krku (chor. Katedrala Uznesenja Blažene Djevice Marije na nebo) – katedra pod wezwaniem Wniebowzięcia Najświętszej Maryi Panny, zbudowana na dużej przestrzeni w dolnej części wzgórza, na którym leży miasto Krk. Pierwsza znana datowana wzmianka o tej katedrze znajduje się w akcie biskupa Jana z 1186 i możliwości istnienia tej katedry we wczesnym okresie chrześcijańskim.
Katedra to wczesnochrześcijańska trójnawowa bazylika z romańskim kościołem św. Kwiryna (XII wiek), patrona diecezji Krk, dzwonnicą (XVI wiek), nad którą anioł patrzy z trąbką, kaplicą św. Barbary i wczesnochrześcijańską apsydą-baptysterium. Ten kompleks religijny tworzy niepowtarzalną strukturę. Katedra jest tradycyjnie zorientowana na wschód-zachód. Przed nią biegnie ulica, która przecina Krk w kierunku północ-południe. Długość katedry – 40 metrów, szerokość – 14,5 m od wewnątrz. Każda ze stron śiątyni posiada 9 kolumn i 10 łuków. Osie dwóch kolumn mają długość 3,10 m.